# Anthias helenensis
Az Anthias helenensis a sugarasúszójú halak (Actinopterygii) osztályának sügéralakúak (Perciformes) rendjébe, ezen belül a fűrészfogú sügérfélék (Serranidae) családjába tartozó faj.

## Előfordulása
Az Anthias helenensis elterjedési területe az Atlanti-óceán délkeleti része, a Szent Ilona-szigettől északra található meg.

## Megjelenése
Ez a halfaj legfeljebb 17,9 centiméter hosszú.

## Életmódja
Az Anthias helenensis mélytengeri halfaj, amely 163-460 méteres mélységben tartózkodik.